# Піддубецька волость
Піддубецька волость — історична адміністративно-територіальна одиниця Луцького повіту Волинської губернії Російської імперії. Волосний центр — село Піддубці.

## Історія
Утворена на межі ХІХ-ХХ ст. шляхом ліквідації Романівської та Теременської волостей і утворення на їх основі нової укрупненої волості. За межами нової волості залишилися лише 2 поселення колишніх волостей — Жидичин та Кульчин.
Станом на 1906 рік складалася з 77 поселень. Населення — 17198 осіб обох статей, 2117 дворів.

### Найбільші поселення
- Борохів (819 ос.)
- Воротнів (1019 ос.)
- Романів (1030 ос.)
- Теремно (775 ос.)

## Під владою Польщі
18 березня 1921 року Західна Волинь відійшла до складу Польщі. Волості було перетворено на ґміни, відповідно, адміністративна одиниця отримала назву ґміна Поддембце. Волость входила до Луцького повіту Волинського воєводства. Межі та склад колишньої волості зберігся, що й за Російської імперії та Української держави.
1 квітня 1930 р. з ґміни Піддубці до новоутвореної ґміни Ківерці передані селище Ківерці, села: Ківерці, Вишків, Ліпляни і Теремно та колонії: Попівка, Хіойка, Болоха, Юзефин, Гуща, Колишанка, Ліпляни, Вишнів, Діброва і Вертепи.
Польською окупаційною владою на території ґміни інтенсивно велася державна програма будівництва польських колоній і заселення поляками. На 1936 рік ґміна складалася з 38 громад:
1. Олександрія — колонія: Олександрія та надлісництво: Йоанів;
2. Арматнів — прихисток: Арматнів;
3. Баляркак — колонія: Балярка;
4. Бельведер — прихисток: Бельведер та фільварок: Сеняків;
5. Борухів — село: Борохів та фільварок: Борохів;
6. Ботин — село: Ботин;
7. Броніславівка — колонія: Броніславівка;
8. Цезарин — колонія: Цезарин;
9. Дерманка — село: Дерманка;
10. Добра — колонія: Добра, лісничівка: Діброва та гаївка: Гінин;
11. Гаразджа — село: Гаразджа;
12. Гаразджа — колонія: Гаразджа;
13. Клечани — село: Клечани;
14. Корчі Руські — село: Корчі Руські;
15. Корчі Чеські — село: Корчі Чеські;
16. Котів — село: Котів;
17. Крупа — село: Крупа;
18. Крупа Границя — село: Крупа Границя;
19. Лище — село: Лище та гаївка: Лище;
20. Липини — колонія: Липини;
21. Мар'янівка — колонія: Мар'янівка;
22. Нова Земня — колонія: Нова Земня, Адамів I і Адамів II;
23. Нові Підгайці — колонія: Нові Підгайці;
24. Піддубці — село: Піддубці, колонії: Березина і Томашівка та фільварок: Затишшя;
25. Підгайці — села: Підгайці Малі й Підгайці Великі;
26. Підгайці — колонія: Підгайці;
27. Романів — село: Романів;
28. Рожанка — колонії: Рожанка, Липник і Зимник;
29. Ставок — село: Ставок;
30. Старе Теремно — село: Старе Теремно;
31. Верхівка — село: Верхівка;
32. Вишнів — село: Вишнів;
33. Воротнів — село: Воротнів;
34. Вілька Котівська — село: Вілька Котівська;
35. Вигаданка — село: Вигаданка;
36. Звірів — село: Звірів.

Після радянської анексії західноукраїнських земель ґміна ліквідована у зв'язку з утворенням Піддубцівського району.